# Maikel Verkoelen
Maikel Franciscus Wilhelmus Verkoelen (Helmond, 18 maart 1992) is een voormalig Nederlands profvoetballer die doorgaans in de verdediging speelde.

## Carrière
Verkoelen begon met voetballen in de jeugd van Rood-Wit '62 uit Helmond. In het seizoen 2001/02 werd hij in de jeugdopleiding van PSV opgenomen. Hij begon er in de E1. Vervolgens doorliep Verkoelen alle jeugdelftallen van de club uit Eindhoven. In het seizoen 2011/12 werd hij opgenomen in de selectie van Jong PSV.
Op zaterdag 13 augustus 2011 zat Verkoelen voor het eerst op de reservebank van het eerste elftal, dat thuis tegen RKC Waalwijk speelde voor de competitie. Vier dagen later debuteerde hij als invaller in een wedstrijd in de voorrondes van de Europa League uit bij SV Ried. Trainer Fred Rutten bracht hem toen in de negentigste minuut in als invaller voor de geblesseerd geraakte Marcelo.
Verkoelen debuteerde op 24 maart 2011 als basisspeler in het Nederlands voetbalelftal onder 19, bij een uitwedstrijd tegen het Italiaans voetbalelftal onder 19. In het seizoen 2012/13 was Verkoelen op huurbasis actief voor Jupiler League-club FC Eindhoven. Aan het eind van het seizoen kon hij bij Eindhoven een contract krijgen. Dit aanbod sloeg hij af.
De eerste helft van het seizoen 2013/14 hield Verkoelen z'n conditie op peil bij Jong PSV, totdat hij in januari 2014 een nieuwe club vond in Sportfreunde Siegen, op dat moment uitkomend in de Duitse Regionalliga West.
Hij verruilde Helmond Sport in augustus 2018 transfervrij voor TOP Oss. Eind januari 2019 keerde hij terug bij Helmond Sport. In het seizoen 2019/20 begon Verkoelen bij SV TEC in de Tweede divisie. Begin september werd zijn contract echter ontbonden.

## Clubstatistieken
| Seizoen                        | Club                | Competitie        | Wedstrijden | Doelpunten |
| ------------------------------ | ------------------- | ----------------- | ----------- | ---------- |
| 2011/12                        | PSV                 | Eredivisie        | 0           | 0          |
| 2012/13                        | → FC Eindhoven      | Eerste divisie    | 25          | 2          |
| 2013/14                        | Sportfreunde Siegen | Regionalliga West | 12          | 0          |
| 2014/15                        | RKC Waalwijk        | Eerste divisie    | 32          | 0          |
| 2015/16                        | RKC Waalwijk        | Eerste divisie    | 21          | 1          |
| 2016/17                        | Helmond Sport       | Eerste divisie    | 24          | 1          |
| 2017/18                        | Helmond Sport       | Eerste divisie    | 9           | 0          |
| 2018/19                        | TOP Oss             | Eerste divisie    | 8           | 0          |
| 2018/19                        | Helmond Sport       | Eerste divisie    | 8           | 0          |
| 2019/20                        | TEC                 | Tweede divisie    | 1           | 0          |
| Totaal                         | Totaal              | Totaal            | 140         | 4          |
| Bijgewerkt op 6 september 2019 |                     |                   |             |            |

## Erelijst
PSV
- KNVB beker: 2011/12